# Оджона-кон-Санто-Стефано
Оджона-кон-Санто-Стефано (итал. Oggiona con Santo Stefano) — коммуна в Италии, располагается в провинции Варесе области Ломбардия.
Население составляет 4276 человек, плотность населения составляет 2138 чел./км². Занимает площадь 2 км². Почтовый индекс — 21040. Телефонный код — 0331.
В коммуне почитаются Пресвятая Богородица и святой Стефан, празднование во второе воскресение сентября. В последнее воскресение мая особо празднуется Благовещение Пресвятой Богородицы.